# Ямагути, Дзюнъити
Дзюнъити Ямагути (яп. 山口 順一 Ямагути Дзюнъити), 30 марта 1940) — японский хоккеист (хоккей на траве), нападающий.

## Биография
Дзюнъити Ямагути родился 30 марта 1940 года.
Окончил университет Мэйдзи в Токио.
В 1964 году вошёл в состав сборной Японии по хоккею на траве на Олимпийских играх в Токио, поделившей 7-8-е места. Играл на позиции нападающего, провёл 5 матчей, забил 1 мяч в ворота сборной Кении.